# Менойтий
Менойтий (на гръцки: Μενοίτιος, Menoitios; на латински: Menoetius), срещан също като Менетей, е името на няколко персонажа от древногръцката митология:
1. Синът на титана Япет и океанидата Климена или Азия. Велик воин. Според някои митове е поразен от Зевс по време на титаномахията и заточен в Тартар.
2. Един от овчарите на Хадес на о.Еритея. Той казва на великана Герион, че Херкулес е откраднал стадото му (десети подвиг на Херкулес).
3. Син на Актор, баща на Патрокъл. Един от аргонавтите (Илиада, XI, 765)